# Gypsy: A Musical Fable
Gypsy: A Musical Fable o, più semplicemente, Gypsy è un musical  del 1959, con musiche di Jule Styne, parole delle canzoni di Stephen Sondheim e libretto di Arthur Laurents, ispirato all'omonima autobiografia di Gypsy Rose Lee, che negli anni trenta era definita la regina del burlesque.
Nonostante il titolo, la vera protagonista del musical non è propriamente Gypsy Rose Lee, bensì sua madre Rose. Rose viene presentata come la classica stage mother pronta a tutto per veder trionfare le sue figlie, specialmente la maggiore June, sulla scena. Il personaggio di Rose è complesso, delicato e violento al tempo stesso, ed è uno dei ruoli femminili più ambiti e prestigiosi della storia di BroadwayOltre all'interprete originale Ethel Merman, per il quale fu scritto, è stato interpretato da Angela Lansbury, Tyne Daly, Linda Lavin, Imelda Staunton, Linda Balgord, Patti LuPone, Bernadette Peters e Audra McDonald.
Alcune canzoni ebbero fin da subito grande successo, diventando degli standard per gli interpreti anche pop del periodo e dei decenni successivi (per esempio Small World, Everything's Coming up Roses, Together Wherever We Go, Some People e Let Me Entertain You). Rose's Turn, differentemente dalle altre canzoni, ha invece acquisito celebrità come pezzo di bravura teatrale, per la sua evoluzione drammatica.
Gypsy è stato spesso dichiarato il più grande musical americano da critici e scrittori, tra i quali Ben Brantley e Frank Rich. Rich ha anche detto che il musical è la risposta del teatro musicale americano a Re Lear. Il critico teatrale Clive Barnes scrisse "Gypsy è uno dei più grandi musical" e descrive il personaggio di Rose come "uno dei più complessi del teatro musicale americano".

## Trama

### Atto I
Rose fa partecipare le due figlie Baby June e Louise al casting di uno spettacolo di vaudeville negli Stati Uniti nei primi anni '20. Rose, archetipo della stage mother, è affettuosa, ma anche aggressiva e dominante, e spinge le figlie ad esibirsi senza sosta per ottenere successo nel mondo dello spettacolo. Mentre la figlia minore June è disinibita e brava a cantare e ballare, Louise è timida ed impacciata e preferirebbe condurre una vita più normale. Le due bambine si esibiscono in un numero con altri sei ragazzini, dove June canta "Let Me Entertain You" e Louise resta nell'ombra, a volte addirittura mimetizzata tra i ragazzi. Rose ha grandi progetti in serbo per le figlie, ma viene spesso ostacolata, o almeno così dice al padre, così si fa coraggio e decide di partire con le figlie (Some People). Quando poi Rose conosce l'agente teatrale Herbie, i due iniziano sentirsi attratti l'uno dall'altra e lei lo assume per aumentare i guadagni e le possibilità di ingaggio (Small World). 
Con il tempo le ragazze crescono e diventano adolescenti, ma continuano ad esibirsi nel loro numero da bambine. June, ora conosciuta come Dainty June, ha la possibilità di esibirsi per Mr. Goldstone, impresario di un prestigioso circuito di teatri per compagnie itineranti (Mr. Goldstone, I Love You). Intanto, Louise festeggia da sola il proprio compleanno ed esprime la propria malinconia (Little Lamb). Herbie chiede ripetutamente a Rose di sposarlo, ma la donna rinvia sempre la questione a dopo il debutto delle figlie. Herbie è preoccupato che Rose, a forza di rimandare, non intenda sposarlo affatto, ma lei lo rassicura a modo suo (You'll Never Get Away from Me, "non ti libererai di me"). Dopo un'audizione viene offerta da un produttore la possibilità per June di frequentare una scuola di danza, canto e recitazione; sebbene June desideri accettare Rose rifiuta, timorosa di perdere il controllo sulla figlia. June e Louise, stanche da anni di tournée, desiderano solo che Rose si sposi e lasci lo show business (If Mama Was Married). 
Tempo dopo, in viaggio, Tulsa, uno dei ragazzi della compagnia, confida a Louise di star preparando uno spettacolo tutto suo, gli manca solo la partner femminile (All I Need Is The Girl). Pochi giorni dopo, prima di partire per l'ennesimo altro teatro, Rose si accorge della sparizione di June e, dopo averla cercata nei camerini, trova una sua lettera, in cui la ragazza dice di essere fuggita con Tulsa per sposarlo ed avere un numero tutto suo, esternando la sua insofferenza per la madre e la vita itinerante. Rose è ferita e delusa, ma non si dà per vinta: in uno scatto di determinazione decide di ribaltare la situazione e fare invece dell'altra figlia, Louise, una star (Everything's Coming up Roses).

### Atto II
Louise è ormai grande e si esibisce in numero simile a quello che era della sorella (con ragazze invece di ragazzi), ma con molto meno successo viste le scarse capacità sceniche. Rose e Herbie tentano di vendere questo numero, chiamato Madame Rose's Toreadorables, a vari teatri, ma tutti lo rifiutano. I tre sono sfiancati e in bolletta, ma almeno sono ancora insieme (Together Wherever We Go).  
A causa di un disguido, e con il mondo del vaudeville che sta lentamente morendo a causa dell'avvento del cinema, Rose e la compagnia finiscono per avere un contratto in uno scadente teatrino di burlesque a Wichita. Rose è frustrata per l'umiliazione, ma Louise convince la madre a rimanere perché hanno oggettivamente bisogno di soldi. Louise incontra dietro alle quinte tre spogliarelliste che le spiegano il segreto del loro successo (You Gotta Get a Gimmick, "devi avere un tratto identificativo", qualcosa che renda il tuo numero speciale).  
Rose chiede a Herbie di sposarla e l'uomo accetta, con la condizione che terminate le due settimane al teatro tutti e tre avrebbero lasciato il mondo dello spettacolo per dare a Louise una vita normale; Rose, riluttante, accetta. Ma l'ultimo giorno, una delle spogliarelliste viene arrestata e Rose propone di mandare in scena come spogliarellista Louise, nonostante gli accordi con Herbie. Herbie, disgustato dall'ambizione di Rose, abbandona lei e il teatro per sempre (reprise di Small World). Louise in realtà non vorrebbe fare in prima persona quel genere di spettacolo, ma Rose insiste dicendo che non si sarebbe dovuta spogliare veramente, solo muoversi un po' con aria sensuale. Louise va in scena e canta, inizialmente molto intimidita, Let Me Entertain You, la canzone che cantava Baby June. Seguendo il consiglio che le ha sempre dato la madre ("Fai che implorino per avere di più... e poi non glielo dare!"), Louise si toglie solo un guanto e inizia a parlare direttamente al pubblico: gli spettatori apprezzano e questo diventa il suo tratto identificativo. Con il succedersi delle serate e l'aumentare di importanza degli ingaggi, lei acquista sempre più sicurezza. Louise diventa così non solo una delle spogliarelliste più famose degli Stati Uniti, apprezzata per la sua sofisticatezza, ma un vero e proprio personaggio pubblico: Gypsy Rose Lee.  
Ora, raggiunto il successo verso cui la madre l'aveva sempre spasmodicamente spinta, si accorge di non aver più bisogno di Rose, che dopo una violenta discussione si rende conto di essere rimasta sola: Herbie e June l'avevano già abbandonata, ora anche l'ultima goffa figlia. Rose esprime tutta la sua frustrazione in un numero teatrale che è una specie di crisi di nervi in musica (Rose's Turn): dando libero sfogo alle pulsioni e ai fantasmi della propria psiche, non solo afferma con rancore e vulnerabilità di aver sprecato la propria vita per due figlie ingrate, ma dice anche di averlo fatto solo perché una serie di circostanze hanno impedito che la vera star fosse lei, a suo dire molto più talentuosa, e finisce per affermare con rabbia di aver fatto tutta quella fatica proprio per sé stessa, per la propria ambizione.   
Dopo averlo ammesso a Louise, madre e figlia abbozzano una riconciliazione finale. 
- Nei revival di Broadway del 1974 (diretto e ritoccato nel libretto dal suo autore, Laurents) e del 2008, pur lasciando il dialogo finale, l'aspetto lieto del finale è decisamente smorzato: Louise lascia il camerino per andare ad una festa, ridendo sarcasticamente del sogno della madre, lasciando Rose sola con le sue manie di protagonismo (materializzate dalla ricomparsa dell'enorme insegna luminosa scritto "Rose"), e apparentemente senza speranza di un futuro rappacificamento.
- Nel revival di Broadway del 2003, con Bernadette Peters nel ruolo di Rose, il finale è ancora diverso. Louise lascia il camerino e Rose, dopo aver guardato il pubblico e il palco vuoto, segue mestamente la figlia.

## Numeri musicali
Atto I
- Overture – Orchestra
- May We Entertain You? – Baby June e Baby Louise
- Some People – Rose
- Small World – Rose e Herbie
- Baby June and Her Newsboys – Baby June e Newsboys
- Mr. Goldstone, I Love You[N 1] – Rose, Herbie, Ensemble
- Little Lamb – Louise
- You'll Never Get Away From Me – Rose e Herbie
- Dainty June and Her Farmboys – June e Farmboys
- If Momma Was Married – June e Louise
- All I Need is the Girl – Tulsa e Louise
- Everything's Coming up Roses – Rose

Atto II
- Madame Rose's Toreadorables – Louise, Rose e Hollywood Blondes
- Together, Wherever We Go[N 2] – Rose, Herbie e Louise
- You Gotta Get a Gimmick – Mazeppa, Electra e Tessie Tura
- Let Me Entertain You[N 3] – Louise
- Rose's Turn – Rose

Note sulle canzoni:
1. ↑  Intitolata Mr. Goldstone nel revival del 2003, e Have an Eggroll, Mr. Goldstone in quello del 2008
2. ↑  A Londra nel 1973 e a Broadway nel 1974 c'era un numero danzato nella parte centrale della canzone
3. ↑  Intitolata The Strip nel revival del 2008 e nell'incisione discografica del revival del 1989:  Gypsy (Original Cast Recording) by Tyne Daly on iTunes, su iTunes. URL consultato il 17 ottobre 2020 (archiviato dall'url originale il 13 novembre 2012).

Nel tour che precedette il debutto a Broadway alcune canzoni furono eliminate, tra le quali una cantata da Herbie, intitolata Nice She Ain't (viene eliminata perché fu inserita solo una settimana prima del debutto e Jack Klugman non riuscì a memorizzarla in tempo), e una cantata da Baby June e Baby Louise, intitolata Mama's Talkin' Soft. Questa canzone è stata eliminata perché doveva essere cantata su una piattaforma rialzata e l'attrice che interpretava Baby Louise soffriva di vertigini. È stata eliminata anche perché lo show stava diventando troppo lungo. Mama's Talkin' Soft è stata poi incisa da Petula Clark nel 1959 e pubblicata nel Regno Unito.
Altre canzoni tagliate sono state Mother's Day (cantata da Baby June), Smile, Girls (cantata da Rose nel vano tentativo di insegnare alle ragazze prive di talento a sorridere per rendere migliore il loro show), Who Needs Him? (dove Rose si chiede come mai abbia bisogno di Herbie) e Three Wishes for Christmas, un numero di burlesque a tema natalizio.

## Produzioni

### Broadway
La produzione originale aprì il 21 maggio 1959 al The Broadway Theatre, per poi essere trasferita all'Imperial Theatre, e rimase in scena per un totale di 702 repliche e 2 anteprime. Il musical era prodotto da David Merrick e coreografato e diretto da Jerome Robbins. Facevano parte del cast originale: Ethel Merman nel ruolo di Rose, Jack Klugman in quello di Herbie e Sandra Church in quello di Louise. Le orchestrazioni, così come l'ouverture, erano di Sid Ramin e Robert Ginzler.
Il critico Frank Rich definì il lavoro di Robbins uno dei migliori della storia del teatro americano. La produzione ricevette otto nomination ai Tony Awards (tra i quali Miglior musical, Miglior attrice protagonista e non protagonista, Miglior attore, Migliori costumi e Miglior regia), senza vincerne nessuno.
Quando lo show chiuse nel maggio 1961, partirono due tour statunitensi del musical: il primo, con la Merman, partì da Rochester e chiuse nel dicembre 1961 a St. Louis, Missouri. Il secondo tour aprì a Detroit e chiuse a Cleveland nel 1962. Il cast comprendeva Mitzi Green, Mary McCarty e una giovanissima Bernadette Peters.

### West End
Nel 1973 fu annunciato che Elaine Stritch avrebbe interpretato Rose nella prima produzione inglese del musical. Tuttavia, a causa del fatto che la vendita dei biglietti procedeva a rilento, la Stritch fu sostituita con la più famosa Angela Lansbury. La prima produzione londinese del musical aprì al Piccadilly Theatre il 29 maggio 1973. L'allestimento era prodotto da Barry M. Brown e Fritz Holt, insieme con Edgar Lansbury (fratello della protagonista), diretto dallo stesso compositore, Arthur Laurents con le coreografie di Robert Tucker. Altri membri del cast erano Zan Charisse, Barrie Ingham, Debbie Bowen e Bonnie Langford. La Lansbury lasciò la produzione nel dicembre 1973 per ricoprire lo stesso ruolo a Broadway, e fu sostituita da Dolores Gray. Il musical chiuse il 2 maggio 1973, dopo 300 repliche.

### Revival di Broadway
Il 23 settembre 1974, la produzione londinese del musical fu trasferita al Winter Garden Theatre di Broadway per una stagione limitata di 120 repliche e 4 anteprime. Il cast era pressoché lo stesso, se non per Rex Robbins (Herbie), Maureen Moore (June; in seguito, la Moore è stata la sostituta di Bernadette Peters nel revival del 2003) e Mary Louise Wilson (Tessie Tura). Angela Lansbury, riprendendo il ruolo già ricoperto a Londra, vinse un Tony Award nel 1975.

### Secondo revival di Broadway
Il 16 novembre 1989 un secondo revival debutta al St. James Theatre di Broadway, per poi essere trasferito al Marquis Theatre. La produzione rimase in scena per un totale di 476 repliche e 23 anteprime. La regia era curata ancora da Laurents. Facevano parte del cast: Tyne Daly (Rose), Jonathan Hadary (Herbie) e Crista Moore (June). Linda Lavin sostituì la Daly al termine del contratto. Questa produzione vinse il Drama Desk al miglior revival e la Daly vinse il Tony Award per la sua interpretazione.

### Terzo revival di Broadway
Un nuovo revival di Broadway iniziò le sue anteprime il 31 marzo 2003, per poi debuttare ufficialmente il 1º maggio 2003 allo Shubert Theatre. La produzione era diretta da Sam Mendes, coreografata da Jerry Mitchell e aveva i costumi di Anthony Ward. Bernadette Peters interpretava Rose, John Dossett era Herbie, Tammy Blanchard era Louise, Kate Reinders era June e David Burtka interpretava Tulsa. Il revival è stato candidato a quattro Tony Award, tra i quali Miglior revival e Miglior attrice protagonista. Questa produzione ha chiuso nel maggio 2004, dopo 451 repliche e 33 anteprime, recuperando l'investimento iniziale di 8 milioni di dollari.

### Quarto revival di Broadway
L'ultimo revival di Gypsy a Broadway fino ad ora debuttò il 27 marzo 2008 al St. James Theatre, con la regia di Arthur Laurents. Il cast comprendeva Patti LuPone nel ruolo di Rose, Boyd Gaines nel ruolo di Herbie, Laura Benanti nel ruolo di Louise e Leigh Ann Larkin nel ruolo di Dainty June. La LuPone, Laura Benanti e Boyd Gaines vinsero tutti e tre un Tony Award per la loro interpretazione.

### Italia
La prima produzione italiana di Gypsy,con la regia di Stefano Genovese, debutta il 15 gennaio al Teatro Nuovo di Milano, per poi partire per un tour che tocca Torino, Napoli, Bari, Bologna e Trieste. Il cast comprende: Loretta Goggi (Rose), Sergio Leone (Herbie), Gisella Szanisizlò (Gypsy) e Eleonora Tata (Dainty June)

### Revival del West End
Dopo oltre quarant'anni dalla produzione originale, Gypsy è tornato nel West End londinese per un periodo limitato dal 15 aprile al 28 novembre 2015. Il musical, in scena al Savoy Theatre, vede impegnato un cast di oltre ventinique elementi che comprende: Imelda Staunton (Rose), Lara Pulver (Louise), Peter Davison (Herbie), Gemma Sutton (June), Dan Burton (Tulsa), Anita Louise Combe (Tessie Tura), Louise Gold (Mazeppa) e Julie Legrand (Electra). Questa produzione, diretta da Jonathan Kent e coreografata da Stephen Mear, era stata precedentemente messa in scena a Chichester nell'autunno 2014, vincendo il Critics' Circle Award per il miglior musical.

## Cast
Di seguito sono riportati i nomi degli attori che hanno sostenuto i ruoli più importanti e i registi delle maggiori produzioni del musical a Londra e New York (sono riportati solo gli attori che si sono esibiti la serata della prima, non i sostituti):
| Produzioni     | Rose              | Louise          | Dainty June      | Herbie          | Tulsa          | Tessie Tura        | Mazeppa       | Electra        | Regista         |
| -------------- | ----------------- | --------------- | ---------------- | --------------- | -------------- | ------------------ | ------------- | -------------- | --------------- |
| Broadway, 1959 | Ethel Merman      | Sandra Church   | Lane Bradbury    | Jack Klugman    | Paul Wallace   | Maria Karnilova    | Faith Dane    | Chotzi Foley   | Jerome Robbins  |
| Londra, 1973   | Angela Lansbury   | Zan Charisse    | Bonnie Langford  | Barrie Ingham   | Andrew Norman  | Valerie Walsh      | Kelly Wilson  | Judy Cannon    | Arthur Laurents |
| Broadway, 1975 | Angela Lansbury   | Zan Charisse    | Bonnie Langford  | Rex Robbins     | John Sheridan  | Mary Louise Wilson | Gloria Rossi  | Sally Cooke    | Arthur Laurents |
| Broadway, 1989 | Tyne Daly         | Crista Moore    | Tracy Venner     | Jonathan Hadary | Robert Lambert | Jana Robbins       | Barbara Edwin | Anna McNelly   | Arthur Laurents |
| Broadway, 2003 | Bernadette Peters | Tammy Blanchard | Kate Reinders    | John Dossett    | David Burtka   | Heather Lee        | Kate Buddeke  | Julie Halston  | Sam Mendes      |
| Broadway, 2008 | Patti LuPone      | Laura Benanti   | Leigh Ann Larkin | Boyd Gaines     | Tony Yazbeck   | Alison Fraser      | Lenora Nemetz | Marilyn Caskey | Arthur Laurents |
| Londra, 2015   | Imelda Staunton   | Lara Pulver     | Gemma Sutton     | Peter Davison   | Dan Burton     | Anita Louise Combe | Louise Gold   | Julie Legrand  | Jonathan Kent   |
| Broadway, 2024 | Audra McDonald    | Joy Woods       | Jordan Tyson     | Danny Burstein  | Kevin Csolak   | Lesli Margherita   | Lili Thomas   | Mylinda Hull   | George C. Wolfe |

Il ruolo di Rose viene considerato tra i migliori del panorama del teatro musicale statunitense e in quanto tale è stato interpretato da svariate attrici di rilievo nel corso degli anni. Tra di loro si annoverano Mary McCarty (tour statunitense, 1961), Betty Hutton (Pittsburgh, 1962), Vivian Blaine (Highland Park, 1962), Margaret Whiting (Beverly, 1962; Milwaukee, 1975), Kaye Ballard (Dallas, 1962; San Diego, 1973), Julie Wilson (Milburn, 1962), Janis Paige (Milwaukee, 1966), Ann Sothern (tour 1967), Dolores Gray (Millburn, 1976), Mimi Hines (Santa Ana, 1977), Debbie Reynolds (San Francisco, 1980), Jo Anne Worley (Milwaukee, 1984; Pittsburgh, 1997), Marcia Lewis (San Jose, 1988), Rita Moreno (Beverly, 1992), Sheila Hancock (Yorkshire, 1992), Lainie Kazan (Westbury, 1992), Karen Morrow (San Diego, 1992), Betty Buckley (Millburn, 1998), Pamela Myers (Cincinnati, 2001), Judy Kaye (Seattle, 2001), Pamela Myers (Cincinnati, 2001), Lorna Luft (Richmond, 2002), Andrea McArdle (Bay Area, 2004), Joyce DeWitt (Bucks County, 2005), Vicki Lewis (Beverly, 2010), Tovah Feldshuh (Bristol, 2011), Caroline O'Connor (Leicester, 2012), Louise Pitre (Chicago, 2014), Leslie Uggams (Storrs, 2014), Julia Murney (Dennis Village, 2017), Carolee Carmello (Sacramento, 2018) e Beth Leavel (St. Louis, 2018).

## Adattamenti
La commedia è stata trasposta al cinema in due film:
- La donna che inventò lo strip-tease di Mervyn LeRoy (1962)
- Gypsy di Emile Ardolino (1993)

## Riconoscimenti

### Broadway, 1959
| Anno | Premio       | Categoria                                      | Candidato          | Risultato       |
| ---- | ------------ | ---------------------------------------------- | ------------------ | --------------- |
| 1960 | Tony Award   | Miglior musical                                | Miglior musical    | Candidato/a     |
| 1960 | Tony Award   | Miglior attrice protagonista in un musical     | Ethel Merman       | Candidato/a     |
| 1960 | Tony Award   | Miglior attore non protagonista in un musical  | Jack Klugman       | Candidato/a     |
| 1960 | Tony Award   | Miglior attrice non protagonista in un musical | Sandra Church      | Candidato/a     |
| 1960 | Tony Award   | Miglior regia di un musical                    | Jerome Robbins     | Candidato/a     |
| 1960 | Tony Award   | Miglior direttore d'orchestra                  | Milton Rosenstock  | Candidato/a     |
| 1960 | Tony Award   | Miglior scenografia                            | Jo Mielziner       | Candidato/a     |
| 1960 | Tony Award   | Migliori costumi                               | Raoul Pène Du Bois | Candidato/a     |
| 1960 | Grammy Award | Miglior album di un musical teatrale           | Ethel Merman       | Vincitore/trice |

### Broadway, 1975
| Anno | Premio           | Categoria                                      | Candidato       | Risultato       |
| ---- | ---------------- | ---------------------------------------------- | --------------- | --------------- |
| 1975 | Tony Award       | Miglior attrice protagonista in un musical     | Angela Lansbury | Vincitore/trice |
| 1975 | Tony Award       | Miglior attrice non protagonista in un musical | Zan Charisse    | Candidato/a     |
| 1975 | Tony Award       | Miglior regia di un musical                    | Arthur Laurents | Candidato/a     |
| 1975 | Drama Desk Award | Miglior attrice in un musical                  | Angela Lansbury | Vincitore/trice |
| 1975 | Drama Desk Award | Miglior attrice non protagonista in un musical | Bonnie Langford | Candidato/a     |
| 1975 | Drama Desk Award | Miglior regia di un musical                    | Arthur Laurents | Vincitore/trice |

### Broadway, 1989
| Anno | Premio           | Categoria                                      | Candidato                            | Risultato       |
| ---- | ---------------- | ---------------------------------------------- | ------------------------------------ | --------------- |
| 1990 | Tony Award       | Miglior revival di un musical                  | Miglior revival di un musical        | Vincitore/trice |
| 1990 | Tony Award       | Miglior attrice protagonista in un musical     | Tyne Daly                            | Vincitore/trice |
| 1990 | Tony Award       | Miglior attore non protagonista in un musical  | Jonathan Hadary                      | Candidato/a     |
| 1990 | Tony Award       | Miglior attrice non protagonista in un musical | Crista Moore                         | Candidato/a     |
| 1990 | Drama Desk Award | Miglior revival di un musical                  | Miglior revival di un musical        | Vincitore/trice |
| 1990 | Drama Desk Award | Miglior attrice in un musical                  | Tyne Daly                            | Vincitore/trice |
| 1990 | Drama Desk Award | Miglior attore non protagonista in un musical  | Jonathan Hadary                      | Candidato/a     |
| 1990 | Drama Desk Award | Miglior attrice non protagonista in un musical | Crista Moore                         | Candidato/a     |
| 1991 | Grammy Award     | Miglior album di un musical teatrale           | Miglior album di un musical teatrale | Candidato/a     |

### Broadway, 2003
| Anno | Premio              | Categoria                                      | Candidato                            | Risultato       |
| ---- | ------------------- | ---------------------------------------------- | ------------------------------------ | --------------- |
| 2003 | Tony Award          | Miglior revival di un musical                  | Miglior revival di un musical        | Candidato/a     |
| 2003 | Tony Award          | Miglior attrice protagonista in un musical     | Bernadette Peters                    | Candidato/a     |
| 2003 | Tony Award          | Miglior attore non protagonista in un musical  | John Dossett                         | Candidato/a     |
| 2003 | Tony Award          | Miglior attrice non protagonista in un musical | Tammy Blanchard                      | Candidato/a     |
| 2003 | Drama Desk Award    | Miglior revival di un musical                  | Miglior revival di un musical        | Candidato/a     |
| 2003 | Drama Desk Award    | Miglior attrice in un musical                  | Bernadette Peters                    | Candidato/a     |
| 2003 | Drama Desk Award    | Miglior attore non protagonista in un musical  | John Dossett                         | Candidato/a     |
| 2003 | Theatre World Award | Theatre World Award                            | Tammy Blanchard                      | Vincitore/trice |
| 2003 | Grammy Award        | Miglior album di un musical teatrale           | Miglior album di un musical teatrale | Vincitore/trice |

### Broadway, 2008
| Anno | Premio                     | Categoria                                      | Candidato                            | Risultato       |
| ---- | -------------------------- | ---------------------------------------------- | ------------------------------------ | --------------- |
| 2008 | Tony Award                 | Miglior revival di un musical                  | Miglior revival di un musical        | Candidato/a     |
| 2008 | Tony Award                 | Miglior attrice protagonista in un musical     | Patti LuPone                         | Vincitore/trice |
| 2008 | Tony Award                 | Miglior attore non protagonista in un musical  | Boyd Gaines                          | Vincitore/trice |
| 2008 | Tony Award                 | Miglior attore non protagonista in un musical  | Laura Benanti                        | Vincitore/trice |
| 2008 | Tony Award                 | Miglior regia di un musical                    | Arthur Laurents                      | Candidato/a     |
| 2008 | Tony Award                 | Migliori costumi                               | Martin Pakledinaz                    | Candidato/a     |
| 2008 | Tony Award                 | Miglior Sound Design                           | Dan Moses Schreier                   | Candidato/a     |
| 2008 | Drama Desk Award           | Miglior revival di un musical                  | Miglior revival di un musical        | Candidato/a     |
| 2008 | Drama Desk Award           | Miglior attrice in un musical                  | Patti LuPone                         | Vincitore/trice |
| 2008 | Drama Desk Award           | Miglior attore non protagonista in un musical  | Boyd Gaines                          | Vincitore/trice |
| 2008 | Drama Desk Award           | Miglior attrice non protagonista in un musical | Laura Benanti                        | Vincitore/trice |
| 2008 | Outer Critics Circle Award | Miglior revival di un musical                  | Miglior revival di un musical        | Candidato/a     |
| 2008 | Outer Critics Circle Award | Miglior regia di un musical                    | Arthur Laurents                      | Candidato/a     |
| 2008 | Outer Critics Circle Award | Miglior attore in un musical                   | Boyd Gaines                          | Candidato/a     |
| 2008 | Outer Critics Circle Award | Miglior attrice in un musical                  | Patti LuPone                         | Vincitore/trice |
| 2008 | Outer Critics Circle Award | Miglior attore non protagonista in un musical  | Tony Yazbeck                         | Candidato/a     |
| 2008 | Outer Critics Circle Award | Miglior attrice non protagonista in un musical | Laura Benanti                        | Vincitore/trice |
| 2008 | Grammy Award               | Miglior album di un musical teatrale           | Miglior album di un musical teatrale | Candidato/a     |

### Londra, 2015
| Year | Award Ceremony          | Category                                        | Nominee                          | Result          |
| ---- | ----------------------- | ----------------------------------------------- | -------------------------------- | --------------- |
| 2016 | Theatre Awards UK       | Miglior produzione di un musical                | Miglior produzione di un musical | Vincitore/trice |
| 2016 | Theatre Awards UK       | Miglior performance in un musical               | Imelda Staunton                  | Vincitore/trice |
| 2016 | Evening Standard Award  | Miglior performance in un musical               | Imelda Staunton                  | Vincitore/trice |
| 2016 | Whatsonstage.com Awards | Miglior revival di un musical                   | Miglior revival di un musical    | Vincitore/trice |
| 2016 | Whatsonstage.com Awards | Miglior attrice in un musical                   | Imelda Staunton                  | Vincitore/trice |
| 2016 | Whatsonstage.com Awards | Miglior attrice non protagonista in un musical  | Lara Pulver                      | Vincitore/trice |
| 2016 | Whatsonstage.com Awards | Miglior attore non protagonista in un musical   | Peter Davison                    | Candidato/a     |
| 2016 | Whatsonstage.com Awards | Miglior regia                                   | Jonathan Kent                    | Vincitore/trice |
| 2016 | Whatsonstage.com Awards | Miglior coreografo                              | Stephen Mear                     | Candidato/a     |
| 2016 | Whatsonstage.com Awards | Miglior scenografo                              | Anthony Ward                     | Candidato/a     |
| 2016 | Whatsonstage.com Awards | Miglior tecnico luci                            | Mark Henderson                   | Candidato/a     |
| 2016 | Laurence Olivier Awards | Miglior revival di un musical                   | Miglior revival di un musical    | Vincitore/trice |
| 2016 | Laurence Olivier Awards | Miglior regia                                   | Jonathan Kent                    | Candidato/a     |
| 2016 | Laurence Olivier Awards | Migliore attrice in un musical                  | Imelda Staunton                  | Vincitore/trice |
| 2016 | Laurence Olivier Awards | Migliore attrice non protagonista in un musical | Lara Pulver                      | Vincitore/trice |
| 2016 | Laurence Olivier Awards | Miglior attore non protagonista in un musical   | Peter Davison                    | Candidato/a     |
| 2016 | Laurence Olivier Awards | Miglior attore non protagonista in un musical   | Dan Burton                       | Candidato/a     |
| 2016 | Laurence Olivier Awards | Miglior Lighting Design                         | Mark Henderson                   | Vincitore/trice |
| 2016 | Laurence Olivier Awards | Miglior coreografo                              | Stephen Mear                     | Candidato/a     |